# Plantago holosteum
Plantago holosteum é uma espécie de planta com flor pertencente à família Plantaginaceae. 
A autoridade científica da espécie é Scop., tendo sido publicada em Fl. Carniol., ed. 2. i. 108.

## Portugal
Trata-se de uma espécie presente no território português, nomeadamente em Portugal Continental.
Em termos de naturalidade é nativa da região atrás indicada.

## Protecção
Não se encontra protegida por legislação portuguesa ou da Comunidade Europeia.